# Yongey Mingyour Rinpotché
Rinpoché
Kangyur Rinpoché -
Yongey Mingyour Rinpotché (d'autres écritures phonétiques comprennent : Yongey Mingyour Rinpoché, Yongey Mingyur Rinpoche, etc.) est un maître et moine bouddhiste appartenant aux lignées Nyingma et Karma-kagyu du bouddhisme tibétain. Né au Népal en 1975, il commence à recevoir une éducation bouddhiste traditionnelle dès l'âge de 9 ans et accomplira sa première retraite de trois ans à l'âge de 13 ans. Au début des années 2000, Mingyour Rinpoché commence à voyager et enseigner en Europe, aux États-Unis et en Asie et fondera un réseau de centres et groupes d'étude et de pratique du bouddhisme appelé Communauté de méditation Tergar. Il est aussi l'auteur de deux livres sur le bouddhisme. Il entreprend en juin 2011 une troisième retraite, seul, dans l’ermitage du yogi Milarépa.
Au sein de sa tradition, Mingyour Rinpotché a été reconnu comme étant le 7e représentant de la lignée de réincarnations successives de Yongey Mingyour Dorjé (tibétain : ཡོངས་དགེ་མི་འགྱུར་རྡོ་རྗེ་, Wylie : yongs dge mi 'gyur rdo rje) ainsi que la réincarnation de Kangyur Rinpoché, Lonchen Yéshé Dorjé.

## Précédentes incarnations
Les incarnations précédentes des Yongey Mingyour Rinpotché seraient des émanations du bodhisattva Vajrapani. L'une de ces incarnations fut Niruddha, un disciple du Bouddha Shakyamuni qui aurait manifesté des pouvoirs miraculeux à Bodh-Gaya. Il se serait réincarné au VIIIe siècle au Tibet comme le prince Mutri Tsenpo, fils du roi Trisong Detsen, et un des 25 disciples de Padmasambhava. Le prince se serait manifesté sous différentes émanations, dont les cinq tertöns : Ridzin Gôkyi Demtruchen (1337-1409, partie centrale du Tibet), Terchen Dorjé Lingpa (1346-1405, Est du Tibet), Péma Lingpa (1450-1521, Ouest du Tibet), et Shipo Lingpa (1524-1583).
Les incarnations précédentes de Mingyour Rinpotché incluent aussi Dridung Tertön Inchen Phunstok (1590-1557), Rigdzin Jatsön Nyingpo (1585-1656), Namchö Minggyur Dorjé (1645-1667), et 21 principaux tertön dont Yongey Mingyour Dorjé XVIIe siècle.
Le monastère de Palyul est le siège du Terma Nam Cho du Terton Mingyour Dorje. 

### Yongey Mingyour Dorjé
- Le 1er Yongey Mingyour Dorjé, le terton Rigdzin Mingyur Dorje Drakpo Nuden Tsal, est né dans la région de Lhatok dans la province tibétaine du Kham, et à un jeune âge, eut des visions de Padmasambhava, Karma Pakshi, Hayagriva, Vajravarahi, et Mahakala. Il composa un sadhana au maître, dédiée à Karma Pakshi : « L'esprit du trésor » (gongter). Le 10e Karmapa, Chöying Dorje (1604-1674), lui donna le nom de Rigdzin Mingyour Dorje Drakpo Nuden Tsal. Il pratiqua aussi un style de vie yogique d'un mahasiddha. Il a enseigné trois principaux termas : les cycles de Guru Dorjé Drollo, Shitro Padma Vajra, et le sadhana Tsédrub Tabshé Khajor de longévité. Les premières personnes qui ont reçu ces enseignements furent le 8e Taï Sitou Rinpoché, Kunkhyen Chökyi Jungne (1699-1774), et le Tertön Könchok Dorje.

- Le 2e Yongey Mingyour Dorjé est né dans la famille Batok dans la région de Lhatok. Il aurait possédé un troisième œil et aurait manifesté certains signes des bouddhas.
- Le 3e Yongey Mingyour Dorjé aurait aussi pris naissance dans la famille de Batok, et se nommait Mingyour Dorjé.
- Le 4e Yongey Mingyour Dorjé naquit dans la famille Lhalung à Dergé à l'est du Tibet, il se nommait Tragyen Mingyour Dorjé.
- La 5e Yongey Mingyour Dorjé est né dans la famille Shakha à Dergé, et se nommait Shakha Mingyour Dorjé.
- La 6e Yongey Mingyour Dorjé est né dans la famille Neyra de Meshö dans la région de Dergé, et se nommait Neyra Mingyour Dorjé.

## Mingyour Rinpoché
Mingyour Rinpoché est le 7e Yongey Mingyour Dorjé de cette lignée, il est né le 15 novembre 1975 dans le village de Samagoan, dans la vallée de Nubri au Népal. Son père était Tulku Urgyen Rinpoché et sa mère Sam Chödrön, descendante des rois du Tibet, Songtsen Gampo et Trisong Detsen. Ils ont vécu dans le village de Samagoan, dans la vallée de Nubri, au Népal.
Son père l’appela Lhundrup Dorjé. Le 16e Karmapa le reconnut comme étant la réincarnation du précédent Yongey Mingyour Dorjé et lui donna le nom bouddhiste de Karma Gyurmé Tendzin Tcheuki Dorjé.
Dilgo Khyentse Rinpoché l’aurait aussi reconnu comme étant également la réincarnation du grand tertön, Kangyur Rinpoché, Lonchen Yéshé Dorjé. 
En 1984, Mingyour Rinpoché alors âgé de 9 ans rejoignit le monastère de Nagi Gompa pour y étudier le bouddhisme avec son père, Tulku Urgyen Rinpoché. Il reçut les enseignements du Mahamudra, les Quatre Dharmas de Gampopa, mais aussi du Dzogchen. 
À l'âge de 11 ans, à la demande de Taï Sitou Rinpoché, il poursuivit ses études à Shérab Ling, l’équivalent de Palpung, mais en exil en Inde. À l'âge de 12 ans, il fut intronisé par Taï Sitou Rinpoché comme 7e Yongey Mingyour Dorjé. 
En 1988, âgé de 13 ans, il effectua sa première retraite spirituelle à Shérab Ling. À l'âge de 17 ans, il fut désigné comme maître de retraite par Taï Sitou Rinpoché. Mingyour Rinpoché, reçut également les enseignements de Chokling Tersar (en) de son père Tulku Urgyen Rinpoché et ceux de Dam Ngak Dzö de Khenchen Thrangu Rinpoché.
À 19 ans, il étudia au Collège monastique de Dzongsar.
À 20 ans, il fut désigné par Taï Sitou Rinpoché comme son représentant à Shérab Ling, où il enseigna en tant que khenpo. Il a également donné des conseils pour la construction du nouveau monastère de Palpung.
À 23 ans, Mingyour Rinpoché prit ses vœux monastiques de Taï Sitou Rinpoché. 
Mingyour Rinpoché a six frères plus âgés que lui. Chokyi Nyima Rinpoché est le directeur spirituel du monastère Kagyü et Nyingma de Ka Nying à Boudhanath au Népal. Chokling Rinpoché, de la lignée Nyingma, est le père de l'actuel Dilgo Khyentse Rinpoché et vit à Boudhanath. Tenpa Rinpoché est le secrétaire de Tenga Rinpoché. Tsoknyi Rinpoché (en:Tsoknyi Rinpoche) est un lama Drukpa Kagyü, responsable d’un monastère à Swayambhunath.
En aout 2016, Yongey Mingyour Rinpotché a donné des enseignements au centre français Vajradhara-Ling, en Normandie, et a été interviewé dans le cadre de l’émission Sagesses bouddhistes.

## Ouvrages
- 2007, Bonheur de la méditation, avec Daniel Goleman, Eric Swanson et Matthieu Ricard, traduit par Christian Bruyat, Fayard  (ISBN 2213631794)
- Yongey Mingyour Rinpotché et Eric Swanson (trad. de l'anglais par Patrick Carré), Bonheur de la sagesse : Accepter le changement et trouver la liberté [« Joyful Wisdom: Embracing Change and Finding Freedom »], Paris, Les liens qui libèrent, coll. « Spiritualités », 2010, 348 p. (ISBN 978-2-253-13169-4)
- 2016, De la confusion à la clarté : Guide des pratiques du bouddhisme tibétain, avec Helen Tworkov (en), préface de Matthieu Ricard, Spiritualités, Le Livre de poche  (ISBN 2253180092)
- 2019, Pour l’amour du monde : Les Pérégrinations d’un moine bouddhiste, avec Helen Tworkov (en), traduit de l'anglais (États-Unis) par Odile Demange, coll. Documents, Fayard  (ISBN 2213712751)